# World of Warcraft: Cataclysm
World of Warcraft: Cataclysm (с англ. — «Мир военного ремесла: Катаклизм») — третье дополнение к компьютерной игре World of Warcraft. Было анонсировано на конференции BlizzCon 21 августа 2009 года, но некоторые подробности стали известны раньше. Вышло 7 декабря 2010 года.

## Сюжет
Центральным сюжетом дополнения является возвращение аспекта смерти, чёрного дракона Смертокрыла Разрушителя (англ. Deathwing the Destroyer, первоначально Нелтариона Хранителя Земли — англ. Neltharion the Earth Warden). Последний раз Смертокрыл фигурировал в Warcraft II: Tides of Darkness, события которого происходили более двух десятилетий назад. Возвращение Смертокрыла приводит к разрыву барьера между реальным миром и элементальным планом, вызывая сильнейший катаклизм, который меняет большую часть поверхности Азерота. Это приводит к появлению хаотических стихийных духов и их тиранических повелителей, которые решают помочь Смертокрылу и нигилистическому культу Сумеречного Молота осуществить Час Сумерек — конец всей жизни на Азероте.
Катаклизм стал причиной ряда политических изменений в Орде и Альянсе. Лидер Орды, орк-шаман Тралл (англ. Thrall), сложил с себя мантию вождя, передав бразды правления вспыльчивому Гаррошу Адскому Крику (англ. Garrosh Hellscream), сыну Громмаша Адского Крика (англ. Grommash Hellscream). Возобновляется мировой конфликт за оскудевшие месторождения ресурсов между Альянсом и Ордой. Орда нанесла несколько жёстких ударов по Альянсу, а сам Гаррош отдал приказ отрёкшимся под предводительством Сильваны Ветрокрылой (англ. Sylvanas Windrunner) атаковать Королевство Гилнеас, которое поразило проклятие воргенов. Король Штормграда Вариан Ринн (англ. Varian Wrynn) в ответ на действия Орды укрепил позиции Альянса в Калимдоре, а также принял воргенов в Альянс. Ужесточив противостояние с Ордой на море, Альянс атаковал гоблинов из острова Кезана, что поспособствовало их присоединению к Орде.

### Возрождение Зандаларов
Встревоженные ужасными потерями, империя троллей Зандалари объединила разрозненные кланы и племена троллей по всему Азероту. Зандалары восстановили павшие города Зул’Гуруб и Зул’Аман и начали совершать кровавые набеги на территории, некогда принадлежавшие им. Растущее войско троллей надеялось возглавить великую войну против других рас Азерота, но благородный вождь Вол’джин (англ. Vol'jin) из племени Черного Копья выступил против устремлений своих собратьев и сохранил верность Орде.

### Ярость Огня
После череды ожесточенных сражений герои Азерота изгнали Рагнароса Повелителя Огня (англ. Ragnaros) и культ Сумеречного Молота с горы Хиджал. Тем не менее угроза мировому древу Нордрассил, расположенному на горе Хиджал, сохранялась. Опасаясь нового вторжения элементалей, защитники Азерота предприняли дерзкое нападение на пылающее царство Рагнароса, Огненные Просторы. Среди кипящего пламени стихийного царства Рагнарос обрёл необычайную силу, но величайшие защитники Орды и Альянса при помощи друидов, таких как Малфурион Ярость Бури (англ. Malfurion Stormrage), смогли победить Повелителя огня.

### Время Сумерек
На пике своего безумия Смертокрыл Разрушитель боролся за то, чтобы погрузить мир в сумерки — опустошенное будущее, лишённое всякой жизни и подчинённое Древним Богам. Душа Дракона — могущественный артефакт, утерянный в далёком прошлом, — был единственным оружием, способным остановить Смертокрыла, поэтому стражи Азерота — Аспекты Драконов — отправили за ней в прошлое несколько героев. Несмотря на нападение таинственных драконов бесконечности, чемпионы вернули артефакт в настоящее и доставили его шаману Траллу. С помощью Души Дракона удалось тяжело ранить Смертокрыла и вступить с ним в битву, которая началась в небесах Нордскола и продолжилась в бурлящем Водовороте. Благодаря совместным усилиям Аспектов и их союзников безумию Смертокрыла пришел конец, однако оставшиеся Аспекты были вынуждены пожертвовать своими силами.

## Нововведения
- Изменение внешнего вида множества локаций в игре в связи с возвращением Смертокрыла.
- Увеличение максимального уровня до 85-го.
- Две новые расы: гоблины встали на сторону Орды, а воргены — на сторону Альянса.
- Новые сочетания расы и класса[2].
- Новые высокоуровневые зоны.
- Около 3500 новых заданий.
- Новый вспомогательный навык — археология.
- Возможность использования воздушных средств передвижения во всём Азероте, так же как в Нордсколе и Запределье.
- Героические версии низкоуровневых подземелий — Крепости Тёмного Клыка и Мёртвых копей.
- Новое поле боя и новая PvP-зона — Тол Барад.
- Новые групповые и рейдовые подземелья.
- Обширная переработка низкоуровневых заданий и локаций.
- Возможность развития гильдий, появление гильдейских достижений и наград.
- В обновлении 4.2 был введён Атлас подземелий, позволяющий узнать всё о подземелье или о конкретном боссе, а также о наградах с него.
- Повышение качества отображения воды и света, поддержка DirectX 11[3].
- В истории мира появился первый питомец, купив которого за реальную валюту, игроки могли его продать за игровые ценности другим игрокам[4].
- В обновлении 4.3 был введён поиск случайных рейдов, позволяющий игрокам искать рейд без особых проблем.

Отменённые:
- Путь титанов.

Имел лишь незначительные отличия от существующей системы символов, разработчики решили уделить больше внимания последней.
- Гильдейская валюта.

По мнению разработчиков, этот элемент мог бы нанести вред социальной составляющей игры.

## История создания
В феврале 2010 года генеральный директор Blizzard Entertainment, Майкл Морхэйм, рассказал, что дополнение выйдет в этом же году.
4 мая началось альфа-тестирование дополнения работниками Blizzard, членами их семей и друзьями. Несмотря на соглашение о неразглашении, через несколько дней в интернете появилась клиентская часть игры, а вместе с ней и конфиденциальная информация о дополнении на различных интернет-ресурсах. Известно, что представители Blizzard просили руководство некоторых из них закрыть эту информацию до тех пор, пока не будет аннулировано NDA.
30 июня началось закрытое бета-тестирование. В нём были задействованы игроки, которые заполнили бета-профиль для тестирования игры в своей учётной записи Battle.net, однако принять участие смогли лишь те из них, кого выбрала компания Blizzard.
17 августа было объявлено, что будет выпущена коллекционная версия, а 31 августа — что она выйдет и на русском языке. 4 октября был выпущен пресс-релиз, по которому стартом продаж было назначено 7 декабря 2010 года. 28 октября дополнение стало доступным для предзаказа.
16 сентября для всех пользователей стало доступным скачивание предварительного обновления 4.0.0, которое подготавливало предыдущую версию игры к дальнейшему обновлению, 12 октября стало доступным обновление 4.0.1 с изменённой игровой механикой (отсутствие навыков владения оружием, изменение многих навыков и умений и т. д.).
17 октября был показан вступительный ролик к игре. 26 октября стало известно, что в течение некоторого периода времени Смертокрыл будет случайным образом убивать игроков на различных территориях в Азероте.

## Отзывы в прессе
| Сводный рейтинг       | Сводный рейтинг      |
| Агрегатор             | Оценка               |
| --------------------- | -------------------- |
| GameRankings          | 91,45 %              |
| Metacritic            | 90 / 100 (42 обзора) |
| Иноязычные издания    |                      |
| Издание               | Оценка               |
| 1UP.com               | A                    |
| AllGame               | [ 23 ]               |
| Eurogamer             | 10 / 10              |
| G4                    | 5 / 5                |
| GamePro               | [ 27 ]               |
| GameRevolution        | A-                   |
| GameSpot              | 8,5 / 10             |
| GameSpy               | [ 30 ]               |
| GameTrailers          | 9,3 / 10             |
| IGN                   | 9,0 / 10             |
| Русскоязычные издания |                      |
| Издание               | Оценка               |
| «PC Игры»             | 9,0/10               |
| PlayGround.ru         | 8,8/10               |
| «Домашний ПК»         | [ 35 ]               |
| «Игромания»           | 8,5/10               |
| «ЛКИ»                 | 98 %                 |
| «Страна игр»          | 8,5/10               |
| itc.ua                | 5 / 5                |